# Quercus brevicalyx
Quercus brevicalyx A.Camus – gatunek roślin z rodziny bukowatych (Fagaceae Dumort.). Występuje naturalnie w południowych Chinach – w zachodniej części prowincji Junnan.

## Morfologia
PokrójZimozielone drzewo dorastające do 20 m wysokości.
LiścieBlaszka liściowa jest nieco owłosiona od spodu i ma owalnie lancetowaty kształt. Mierzy 9–12 cm długości oraz 3–4 cm szerokości, jest piłkowana na brzegu, ma klinową nasadę i spiczasty wierzchołek. Ogonek liściowy jest nagi i ma 10–15 mm długości.
OwoceOrzechy o jajowato stożkowym kształcie, dorastają do 20 mm długości i 30 mm średnicy. Osadzone są pojedynczo w kubkowatych miseczkach do 25% ich długości. Same miseczki mierzą 30 mm średnicy.

## Biologia i ekologia
Rośnie w lasach, na wysokości około 2500 m n.p.m.